# Быстрик (приток Герасима)
Быстрик — река в России, протекает по Горшеченскому району Курской области. Правый приток реки Герасим.

## География
Река берёт начало в районе деревни Быстрик. Течёт на юг через деревни Отрада и Максимовка. Устье реки находится в 13 км от устья Герасима. Длина реки составляет 14 км, площадь водосборного бассейна — 103 км².

## Данные водного реестра
По данным государственного водного реестра России относится к Донскому бассейновому округу, водохозяйственный участок реки — Оскол до Старооскольского гидроузла, речной подбассейн реки — Северский Донец (российская часть бассейна). Речной бассейн реки — Дон (российская часть бассейна).
Код объекта в государственном водном реестре — 05010400212107000011753.